# الكويت في الألعاب الأولمبية الصيفية 1980
تنافست الكويت في دورة الألعاب الأولمبية الصيفية عام 1980 في موسكو، الاتحاد السوفيتي. شارك 56 متنافسًا، جميعهم من الرجال، في 26 حدثًا في 7 رياضات.

## ألعاب القوى
100 متر رجال
- عبد المجيد الموسوي

- العَدو — 11.28 (→ لم يتقدم)

200 متر رجال
- عبد المجيد الموسوي

- العَدو — لم يبدأ (→ لم تتقدم)

800 متر رجال
- خالد حسين محمود

- العَدو — 1:54.6 (→ لم يتقدم)

1500 متر رجال
- خالد خليفة الشمري

- العَدو — 3:57.6 (→ لم يتقدم)

سباق 400 متر حواجز للرجال
- عبد اللطيف هاشم

- العَدو — 53.31 (→ لم يتقدم)

رمي القرص للرجال
- نجم نجم

- التصفيات — 39.26 م (→ لم يتقدم، المركز 17)

رمي المطرقة للرجال
- خالد مراد غلوم

- التصفيات — 47.40 م (→ لم يتقدم، المركز 17)

دفع الجلة للرجال
- محمد الزنكوي

- التصفيات — 17.15 م (→ لم يتقدم، المركز الرابع عشر)

القفز الطويل للرجال
- عيسى هاشم

- التصفيات — غير مُسجّل (→ لا يوجد تصنيف)

## الغوص
الرجال
- عبدالله معيوف

- الدور التمهيدي — 326.34 نقطة (→ المركز 23، لم يتأهل)

## المبارزة
في عام 1980 مثل الكويت تسعة مبارزين.
سيف الشيش للرجال
- خالد العوضي
- كفاح المطوع
- أحمد الأحمد

سيف الشيش فريق الرجال
- أحمد الأحمد، خالد العوضي، علي الخواجة، كفاح المطوع

سيف المبارزة للرجال
- كاظم حسن
- محمد الثواني
- أسامة الخرافي

سيف المبارزة لفريق الرجال
- ابراهيم القطان، اسامة الخرافي، محمد الثواني، كاظم حسن، كفاح المطوع

سيف الرجال
- أحمد الأحمد
- علي الخواجة
- محمد عياد

## كرة القدم
مسابقة فرق الرجال
- الدور التمهيدي (المجموعة ب)

- خسارة  نيجيريا (3-1)
- تعادل  كولومبيا (1-1)
- تعادل  تشيكوسلوفاكيا (0-0)

- ربع النهائي

خسارة من  الإتحاد السوفيتي (1-2) → إقصاء
- قائمة الفريق

- أحمد الطرابلسي
- محبوب مبارك
- جمال القبندي
- وليد المبارك
- سائد الحوطي
- فتحي مرزوق
- عبدالله البلوشي
- جاسم سلطان
- مؤيد الحداد
- حمد بوحمد
- يوسف السويد
- أحمد عسكر
- حمود الشمري
- سامي الحشاش
- فيصل الدخيل
- عبد النبي الخالدي

## كرة اليد
مسابقة فرق الرجال
- الدور التمهيدي (المجموعة ب)

- خسارة أمام رومانيا (12-32)
- خسارة أمام الاتحاد السوفييتي (11-38)
- خسارة أمام سويسرا (14-32)
- خسارة أمام يوغوسلافيا (10-44)
- خسارة أمام الجزائر (17-30)

- مباراة التصنيف

- المركز الحادي عشر/الثاني عشر : خسر أمام كوبا (23-32) → المركز الثاني عشر

- قائمة الفريق

- فرج المطيري
- خالد شهزاده
- صالح نجم
- فوزي الشويربات
- جاسم الدياب
- اسماعيل شهزاده
- جاسم القصار
- ماجد الخميس
- عبد العزيز العنجري
- موند القصار
- مساعد الرندي
- خميس بشير
- عبدالله القناعي
- أحمد العمران

## سباحة
سباحة حرة 100 متر رجال
- ادهم حمدان

- التصفيات — 53,00 (→ لم يتقدم)

سباحة حرة 200 متر رجال
- ادهم حمدان

- التصفيات — 2.07،51 (→ لم يتقدم)

## روابط خارجية
- التقارير الاولمبية الرسمية